# Lista de vitórias da França na Fórmula 1
Relacionamos a seguir as vitórias obtidas pela França no mundial de Fórmula 1 num total de oitenta e uma até o campeonato de 2025.

## Resumo

### Em busca de resultados
Quatro franceses compareceram a Silverstone para disputar a etapa de Fórmula 1 da Grã-Bretanha em 13 de maio de 1950 e destes chegaram à zona de pontuação os pilotos Yves Giraud-Cabantous e Louis Rosier, este brioso a ponto de subir ao pódio na Suíça. Entretanto a participação francesa na categoria ficou envolta num ambiente "caseiro" visto que dois terços de suas vitórias na Fórmula 1 ao longo de quase 25 anos ocorreram em Mônaco, país situado na Costa Mediterrânea da França. Tal situação mudou quando a Renault estreou na Grã-Bretanha em 1977 e marcou época não só passou a desenvolver os motores turbo, mas também por sua política de contratar somente pilotos da França tendo conquistado sua primeira vitória justamente em Dijon-Prenois a 1º de julho de 1979, fato eclipsado pelo duelo entre Gilles Villeneuve e René Arnoux pela segunda posição, algo favorável ao canadense. Em termos de equipe a Ligier também adotou contratações francófonas durante sua existência, sobretudo pela presença de Jacques Laffite como piloto-símbolo.
A busca por um ídolo local tornou-se imperiosa também por infortúnios como as mortes de François Cevert e Patrick Depailler, além do acidente que encerrou a carreira de Didier Pironi e nisso o surgimento de Alain Prost na Argentina em 1980 e sua saída da McLaren rumo à Renault produziu um vínculo de três temporadas nas quais o piloto venceu nove corridas e foi vice-campeão em 1983 tendo retornado ao time de Woking ao fim do ano onde permaneceu até o fim da década de 1980, período onde sagrou-se tricampeão mundial ao alternar vitórias e derrotas ante Niki Lauda e Ayrton Senna, seus mais famosos companheiros de equipe, e ainda contra Nelson Piquet e Nigel Mansell. Em 1993 o francês conquistou o tetracampeonato pela Williams e pôs fim à carreira.

### O fator Renault
Fundada por Louis Renault com o auxílio de seus irmãos, Marcel Renault e Fernand Renault, em 24 de dezembro de 1898 a Renault produziu blindados na Primeira Guerra Mundial e contribuiu com os aliados durante a Segunda Guerra Mundial sendo estatizada em 1945. Atraída pelo automobilismo de competição desde os seus primórdios, estreia como equipe de Fórmula 1 no Grã-Bretanha em Silverstone à 16 de julho de 1977 e concentrou esforços em si mesma até optar por fornecer motores a times como Lotus, Ligier e Tyrrell partir de 1983 e mesmo fechando a equipe ao fim de 1985 os franceses permaneceram na categoria até o ano seguinte e nisso a divisão esportiva da Renault participou das primeiras vitórias de Ayrton Senna deixando as pistas a seguir.
Em 1989 a Renault iniciou uma parceria com a Williams e a partir de 1992 obteve quase todos os mundiais de pilotos e construtores até 1997, quando deixou a Fórmula 1 após trabalhar simultaneamente com Ligier e Benetton. De volta à categoria como empresa privada em 2001 ao lado da Benetton, reativou sua equipe no ano seguinte e nela Fernando Alonso conquistou os títulos de pilotos e construtores de 2005 e 2006, até que a Genii Capital comprou 75% da Renault antes da temporada de 2010, revendendo sua parte para o Grupo Lotus em seguida. Com essa nova transação, a equipe passou a usar o nome histórico em 2012 e garantiu os motores Renault até 2017, enquanto a Lotus malaia foi rebatizada.
Desde 2007 a Renault fornece motores à Red Bull e municiou ainda Williams, Caterham, Toro Rosso e McLaren. Em 2016 a Renault readquiriu o status de equipe própria, a qual foi renomeada Alpine a partir 2021.

### Franceses em casa
Desde a criação do mundial de Fórmula 1 houve oito vitórias nativas na França, sendo uma de Jean-Pierre Jabouille, uma de René Arnoux e seis de Alain Prost.

## Vitórias francesas por ano
Em contagem atualizada até 2024, a França está há três anos sem vencer na Fórmula 1, perfazendo 79 corridas.
- Ano de 1955

| Grande Prêmio | Circuito   | Data da corrida | Vencedor            | Carro   | Motor   | Referências |
| ------------- | ---------- | --------------- | ------------------- | ------- | ------- | ----------- |
| Mônaco        | Montecarlo | 22 de maio      | Maurice Trintignant | Ferrari | Ferrari | [ 11 ]      |

- Ano de 1958

| Grande Prêmio | Circuito   | Data da corrida | Vencedor            | Carro  | Motor  | Referências |
| ------------- | ---------- | --------------- | ------------------- | ------ | ------ | ----------- |
| Mônaco        | Montecarlo | 18 de maio      | Maurice Trintignant | Cooper | Climax | [ 12 ]      |

- Ano de 1971

| Grande Prêmio | Circuito     | Data da corrida | Vencedor        | Carro   | Motor | Referências |
| ------------- | ------------ | --------------- | --------------- | ------- | ----- | ----------- |
| EUA           | Watkins Glen | 3 de outubro    | François Cevert | Tyrrell | Ford  | [ 13 ]      |

- Ano de 1972

| Grande Prêmio | Circuito   | Data da corrida | Vencedor             | Carro | Motor | Referências |
| ------------- | ---------- | --------------- | -------------------- | ----- | ----- | ----------- |
| Mônaco        | Montecarlo | 14 de maio      | Jean Pierre Beltoise | BRM   | BRM   | [ 14 ]      |

- Ano de 1977

| Grande Prêmio | Circuito   | Data da corrida | Vencedor        | Carro  | Motor | Referências |
| ------------- | ---------- | --------------- | --------------- | ------ | ----- | ----------- |
| Suécia        | Anderstorp | 19 de junho     | Jacques Laffite | Ligier | Matra | [ 15 ]      |

- Ano de 1978

| Grande Prêmio | Circuito   | Data da corrida | Vencedor          | Carro   | Motor | Referências |
| ------------- | ---------- | --------------- | ----------------- | ------- | ----- | ----------- |
| Mônaco        | Montecarlo | 7 de maio       | Patrick Depailler | Tyrrell | Ford  | [ 16 ]      |

- Ano de 1979

| Grande Prêmio | Circuito      | Data da corrida | Vencedor              | Carro   | Motor   | Referências   |
| ------------- | ------------- | --------------- | --------------------- | ------- | ------- | ------------- |
| Argentina     | Buenos Aires  | 21 de janeiro   | Jacques Laffite       | Ligier  | Ford    | [ 17 ]        |
| Brasil        | Interlagos    | 4 de fevereiro  | Jacques Laffite       | Ligier  | Ford    | [ 18 ]        |
| Espanha       | Jarama        | 29 de abril     | Patrick Depailler     | Ligier  | Ford    | [ 16 ]        |
| França        | Dijon-Prenois | 1º de julho     | Jean-Pierre Jabouille | Renault | Renault | [ 19 ] [ 20 ] |

- Ano de 1980

| Grande Prêmio | Circuito       | Data da corrida | Vencedor              | Carro   | Motor   | Referências   |
| ------------- | -------------- | --------------- | --------------------- | ------- | ------- | ------------- |
| Brasil        | Interlagos     | 27 de janeiro   | René Arnoux           | Renault | Renault | [ 21 ]        |
| África do Sul | Kyalami        | 1º de março     | René Arnoux           | Renault | Renault | [ 22 ]        |
| Bélgica       | Zolder         | 4 de maio       | Didier Pironi         | Ligier  | Ford    | [ 23 ]        |
| Alemanha      | Hockenheim     | 10 de agosto    | Jacques Laffite       | Ligier  | Ford    | [ 24 ]        |
| Áustria       | Österreichring | 17 de agosto    | Jean-Pierre Jabouille | Renault | Renault | [ 19 ] [ 25 ] |

- Ano de 1981

| Grande Prêmio | Circuito       | Data da corrida | Vencedor        | Carro   | Motor   | Referências |
| ------------- | -------------- | --------------- | --------------- | ------- | ------- | ----------- |
| França        | Dijon-Prenois  | 5 de julho      | Alain Prost     | Renault | Renault | [ 26 ]      |
| Áustria       | Österreichring | 16 de agosto    | Jacques Laffite | Ligier  | Matra   | [ 27 ]      |
| Países Baixos | Zandvoort      | 30 de agosto    | Alain Prost     | Renault | Renault | [ 28 ]      |
| Itália        | Monza          | 13 de setembro  | Alain Prost     | Renault | Renault | [ 29 ]      |
| Canadá        | Montreal       | 27 de setembro  | Jacques Laffite | Ligier  | Matra   | [ 30 ]      |

- Ano de 1982

| Grande Prêmio | Circuito    | Data da corrida | Vencedor       | Carro   | Motor   | Referências   |
| ------------- | ----------- | --------------- | -------------- | ------- | ------- | ------------- |
| África do Sul | Kyalami     | 23 de janeiro   | Alain Prost    | Renault | Renault | [ 31 ]        |
| Brasil        | Jacarepaguá | 21 de março     | Alain Prost    | Renault | Renault | [ 32 ]        |
| San Marino    | Imola       | 25 de abril     | Didier Pironi  | Ferrari | Ferrari | [ 33 ]        |
| Países Baixos | Zandvoort   | 3 de julho      | Didier Pironi  | Ferrari | Ferrari | [ 34 ]        |
| França        | Paul Ricard | 25 de julho     | René Arnoux    | Renault | Renault | [ 35 ] [ 36 ] |
| Alemanha      | Hockenheim  | 8 de agosto     | Patrick Tambay | Ferrari | Ferrari | [ 37 ]        |
| Itália        | Monza       | 12 de setembro  | René Arnoux    | Renault | Renault | [ 38 ]        |

- Ano de 1983

| Grande Prêmio | Circuito          | Data da corrida | Vencedor       | Carro   | Motor   | Referências |
| ------------- | ----------------- | --------------- | -------------- | ------- | ------- | ----------- |
| França        | Paul Ricard       | 17 de abril     | Alain Prost    | Renault | Renault | [ 39 ]      |
| San Marino    | Imola             | 1º de maio      | Patrick Tambay | Ferrari | Ferrari | [ 40 ]      |
| Bélgica       | Spa-Francorchamps | 22 de maio      | Alain Prost    | Renault | Renault | [ 41 ]      |
| Canadá        | Montreal          | 12 de junho     | René Arnoux    | Ferrari | Ferrari | [ 42 ]      |
| Grã-Bretanha  | Silverstone       | 16 de julho     | Alain Prost    | Renault | Renault | [ 43 ]      |
| Alemanha      | Hockenheim        | 7 de agosto     | René Arnoux    | Ferrari | Ferrari | [ 44 ]      |
| Áustria       | Österreichring    | 14 de agosto    | Alain Prost    | Renault | Renault | [ 45 ]      |
| Países Baixos | Zandvoort         | 28 de agosto    | René Arnoux    | Ferrari | Ferrari | [ 46 ]      |

- Ano de 1984

| Grande Prêmio | Circuito    | Data da corrida | Vencedor    | Carro   | Motor       | Referências |
| ------------- | ----------- | --------------- | ----------- | ------- | ----------- | ----------- |
| Brasil        | Jacarepaguá | 25 de março     | Alain Prost | McLaren | TAG-Porsche | [ 47 ]      |
| San Marino    | Imola       | 6 de maio       | Alain Prost | McLaren | TAG-Porsche | [ 48 ]      |
| Mônaco        | Montecarlo  | 3 de junho      | Alain Prost | McLaren | TAG-Porsche | [ 49 ]      |
| Alemanha      | Hockenheim  | 5 de agosto     | Alain Prost | McLaren | TAG-Porsche | [ 50 ]      |
| Países Baixos | Zandvoort   | 26 de agosto    | Alain Prost | McLaren | TAG-Porsche | [ 51 ]      |
| Europa        | Nürburgring | 7 de outubro    | Alain Prost | McLaren | TAG-Porsche | [ 52 ]      |
| Portugal      | Estoril     | 21 de outubro   | Alain Prost | McLaren | TAG-Porsche | [ 53 ]      |

- Ano de 1985

| Grande Prêmio | Circuito       | Data da corrida | Vencedor    | Carro   | Motor       | Referências |
| ------------- | -------------- | --------------- | ----------- | ------- | ----------- | ----------- |
| Brasil        | Jacarepaguá    | 7 de abril      | Alain Prost | McLaren | TAG-Porsche | [ 54 ]      |
| Mônaco        | Montecarlo     | 19 de maio      | Alain Prost | McLaren | TAG-Porsche | [ 55 ]      |
| Grã-Bretanha  | Silverstone    | 21 de julho     | Alain Prost | McLaren | TAG-Porsche | [ 56 ]      |
| Áustria       | Österreichring | 18 de agosto    | Alain Prost | McLaren | TAG-Porsche | [ 57 ]      |
| Itália        | Monza          | 8 de setembro   | Alain Prost | McLaren | TAG-Porsche | [ 58 ]      |

- Ano de 1986

| Grande Prêmio | Circuito       | Data da corrida | Vencedor    | Carro   | Motor       | Referências |
| ------------- | -------------- | --------------- | ----------- | ------- | ----------- | ----------- |
| San Marino    | Imola          | 27 de abril     | Alain Prost | McLaren | TAG-Porsche | [ 59 ]      |
| Mônaco        | Montecarlo     | 11 de maio      | Alain Prost | McLaren | TAG-Porsche | [ 60 ]      |
| Áustria       | Österreichring | 17 de agosto    | Alain Prost | McLaren | TAG-Porsche | [ 61 ]      |
| Austrália     | Adelaide       | 26 de outubro   | Alain Prost | McLaren | TAG-Porsche | [ 62 ]      |

- Ano de 1987

| Grande Prêmio | Circuito          | Data da corrida | Vencedor    | Carro   | Motor       | Referências |
| ------------- | ----------------- | --------------- | ----------- | ------- | ----------- | ----------- |
| Brasil        | Jacarepaguá       | 12 de abril     | Alain Prost | McLaren | TAG-Porsche | [ 63 ]      |
| Bélgica       | Spa-Francorchamps | 17 de maio      | Alain Prost | McLaren | TAG-Porsche | [ 64 ]      |
| Portugal      | Estoril           | 20 de setembro  | Alain Prost | McLaren | TAG-Porsche | [ 65 ]      |

- Ano de 1988

| Grande Prêmio | Circuito         | Data da corrida | Vencedor    | Carro   | Motor | Referências   |
| ------------- | ---------------- | --------------- | ----------- | ------- | ----- | ------------- |
| Brasil        | Jacarepaguá      | 3 de abril      | Alain Prost | McLaren | Honda | [ 66 ] [ 67 ] |
| Mônaco        | Montecarlo       | 15 de maio      | Alain Prost | McLaren | Honda | [ 68 ]        |
| México        | Cidade do México | 29 de maio      | Alain Prost | McLaren | Honda | [ 66 ] [ 69 ] |
| França        | Paul Ricard      | 3 de julho      | Alain Prost | McLaren | Honda | [ 66 ] [ 70 ] |
| Portugal      | Estoril          | 25 de setembro  | Alain Prost | McLaren | Honda | [ 71 ]        |
| Espanha       | Jerez            | 2 de outubro    | Alain Prost | McLaren | Honda | [ 72 ]        |
| Austrália     | Adelaide         | 13 de novembro  | Alain Prost | McLaren | Honda | [ 73 ]        |

- Ano de 1989

| Grande Prêmio | Circuito    | Data da corrida | Vencedor    | Carro   | Motor | Referências |
| ------------- | ----------- | --------------- | ----------- | ------- | ----- | ----------- |
| EUA           | Phoenix     | 4 de junho      | Alain Prost | McLaren | Honda | [ 74 ]      |
| França        | Paul Ricard | 9 de julho      | Alain Prost | McLaren | Honda | [ 75 ]      |
| Grã-Bretanha  | Silverstone | 16 de julho     | Alain Prost | McLaren | Honda | [ 76 ]      |
| Itália        | Monza       | 10 de setembro  | Alain Prost | McLaren | Honda | [ 77 ]      |

- Ano de 1990

| Grande Prêmio | Circuito         | Data da corrida | Vencedor    | Carro   | Motor   | Referências |
| ------------- | ---------------- | --------------- | ----------- | ------- | ------- | ----------- |
| Brasil        | Interlagos       | 25 de março     | Alain Prost | Ferrari | Ferrari | [ 78 ]      |
| México        | Cidade do México | 24 de junho     | Alain Prost | Ferrari | Ferrari | [ 79 ]      |
| França        | Paul Ricard      | 8 de julho      | Alain Prost | Ferrari | Ferrari | [ 80 ]      |
| Grã-Bretanha  | Silverstone      | 15 de julho     | Alain Prost | Ferrari | Ferrari | [ 81 ]      |
| Espanha       | Jerez            | 30 de setembro  | Alain Prost | Ferrari | Ferrari | [ 82 ]      |

- Ano de 1993

| Grande Prêmio | Circuito    | Data da corrida | Vencedor    | Carro    | Motor   | Referências |
| ------------- | ----------- | --------------- | ----------- | -------- | ------- | ----------- |
| África do Sul | Kyalami     | 14 de março     | Alain Prost | Williams | Renault | [ 83 ]      |
| San Marino    | Imola       | 25 de abril     | Alain Prost | Williams | Renault | [ 84 ]      |
| Espanha       | Barcelona   | 9 de maio       | Alain Prost | Williams | Renault | [ 85 ]      |
| Canadá        | Montreal    | 13 de junho     | Alain Prost | Williams | Renault | [ 86 ]      |
| França        | Magny-Cours | 4 de julho      | Alain Prost | Williams | Renault | [ 87 ]      |
| Grã-Bretanha  | Silverstone | 11 de julho     | Alain Prost | Williams | Renault | [ 88 ]      |
| Alemanha      | Hockenheim  | 25 de julho     | Alain Prost | Williams | Renault | [ 89 ]      |

- Ano de 1995

| Grande Prêmio | Circuito | Data da corrida | Vencedor   | Carro   | Motor   | Referências   |
| ------------- | -------- | --------------- | ---------- | ------- | ------- | ------------- |
| Canadá        | Montreal | 11 de junho     | Jean Alesi | Ferrari | Ferrari | [ 90 ] [ 91 ] |

- Ano de 1996

| Grande Prêmio | Circuito   | Data da corrida | Vencedor      | Carro  | Motor       | Referências |
| ------------- | ---------- | --------------- | ------------- | ------ | ----------- | ----------- |
| Mônaco        | Montecarlo | 19 de maio      | Olivier Panis | Ligier | Mugen-Honda | [ 92 ]      |

- Ano de 2020

| Grande Prêmio | Circuito | Data da corrida | Vencedor     | Carro      | Motor | Referências |
| ------------- | -------- | --------------- | ------------ | ---------- | ----- | ----------- |
| Itália        | Monza    | 6 de setembro   | Pierre Gasly | AlphaTauri | Honda | [ 93 ]      |

- Ano de 2021

| Grande Prêmio | Circuito    | Data da corrida | Vencedor     | Carro  | Motor   | Referências |
| ------------- | ----------- | --------------- | ------------ | ------ | ------- | ----------- |
| Hungria       | Hungaroring | 1º de agosto    | Esteban Ocon | Alpine | Renault | [ 94 ]      |

## Vitórias por equipe
- McLaren: 30
- Renault: 15
- Ferrari: 14
- Ligier: 9
- Williams: 7
- Tyrrell: 2
- Alpha Tauri: 1
- BRM: 1
- Cooper: 1
- Alpine: 1